# Pierre-Nicolas Berryer
Pour les articles homonymes, voir Berryer.
Pierre-Nicolas Berryer, né à Sainte-Ménéhould le 22 mars 1757, et décédé à Paris le 25 juin 1841, est un avocat et jurisconsulte français, membre prédominant de la famille Berryer.

## Biographie
Père de Pierre-Antoine Berryer et de Hippolyte-Nicolas Berryer.
Avocat au Parlement (1780), il est chargé de la défense de personnalités telles : le maréchal Ney (devant la Chambre des Pairs en 1815) et, l’année suivante, celle de Louis Fauche-Borel.

## Œuvres
- Souvenirs: 1774-1838 (1839)
- Leçons et modèles d'éloquence judiciaire (publié en 1858)